# Malý Újezd
Malý Újezd település Csehországban, a Mělníki járásban. Malý Újezd Hostín, Všetaty, Velký Borek, Liblice, Kly és Čečelice településekkel határos. Lakosainak száma 1149 fő (2024. január 1.).

## Népesség
A település lakosságának változását az alábbi diagram mutatja:
| Lakosok száma | 528  | 683  | 838  | 734  | 727  | 789  | 1060 | 1094 | 1118 | 1149 |
|               | 1869 | 1890 | 1921 | 1950 | 1980 | 2001 | 2017 | 2019 | 2022 | 2024 |